# 土岐市立駄知中学校
土岐市立駄知中学校（ときしりつ だちちゅうがっこう）は、岐阜県土岐市にある公立中学校。

## 沿革
- 1947年（昭和22年）
  - 4月 - 土岐郡駄知町に駄知町立駄知中学校が開校。駄知小学校の校舎の一部を仮校舎とする。
  - 　5月3日 - 開校式。
- 1949年（昭和24年）4月15日 - 校舎が完成。
- 1955年（昭和30年）2月1日 - 泉町、駄知町、下石町、妻木町、土岐津町、肥田村、曽木村、鶴里村が合併し土岐市が発足。同時に土岐市立駄知中学校に改称する。
- 1957年（昭和32年） - 校舎を増築。
- 1967年（昭和42年） - 新校舎が完成。
- 1985年（昭和60年） - 陶芸作業室が完成。
- 1991年（平成3年） - 現在の校舎が完成。
- 1992年（平成4年） - 現在の体育館、及び柔剣道場が完成。

## 通学区域[1]
- 駄知町
- 肥田町肥田（字杉焼の一部）

## 進学前小学校
- 駄知小学校

## 卒業生
- 塚本連平（テレビドラマ演出家・映画監督）